# Площадь Ивана Франко (Нежин)
Площадь Ивана Франко (укр. Площа Івана Франка) — площадь города Нежина на пересечении улиц Шевченко, Батюка, Гоголя, Богуна, Авдеевская.

## История
В 17 веке современная площадь была западной окраиной городского городища, куда был выход с Киевских ворот. Площадь начала формироваться в 1920-е годы. В 1926 году площадь была названа в честь Ивана Франко. После Великой Отечественной войны её существенно расширили. В 1974 году на площади напротив дома городского и районного совета народных депутатов сооружён памятник В. И. Ленину (ныне демонтирован).
В 1978 году площадь Ивана Франко была переименована на площадь Ленина — в честь российского революционера, советского политического и государственного деятеля Владимира Ильича Ленина. На площади расположены гостиница, техникум механизации, центральный универмаг, общежитие пединститута, два жилых дома с магазинами «Світанок» и «Усмішка».
12 марта 2013 года площади было возвращено историческое название — в честь украинского писателя Ивана Яковлевича Франко.

## Описание
Площадь застроена 4-этажным жилыми домами и учреждениями. На площади расположены здание Нежинского районного совета (дом № 1 площади И. Франко), гостиница «Нежин» (дом № улицы Батюка). Комплекс сооружений площади Ивана Франко — дом № 2 площади И. Франко, дом № 1 Авдеевской улицы, дом № 2А улицы Гоголя — памятник архитектуры.